# IEEE 1905
IEEE 1905.1 es un estándar IEEE que define un habilitador de red para redes domésticas que admite tecnologías inalámbricas y alámbricas: IEEE 802.11 (comercializado bajo la marca Wi-Fi ), IEEE 1901 ( HomePlug, HD-PLC) redes de línea eléctrica, IEEE 802.3 Ethernet y Multimedia sobre Coax (MoCA).
El grupo de trabajo IEEE P1905.1 tuvo su primera reunión en diciembre de 2010 para comenzar el desarrollo de las especificaciones de convergencia de la red doméstica digital. Alrededor de 30 organizaciones participaron en el grupo y lograron la aprobación del borrador del estándar P1905.1 en enero de 2013 con la aprobación final y la publicación de IEEE-SA en abril de 2013.
El Grupo de trabajo estándar IEEE 1905.1 está patrocinado por el Comité de estándares de comunicación de línea eléctrica IEEE (PLCSC).

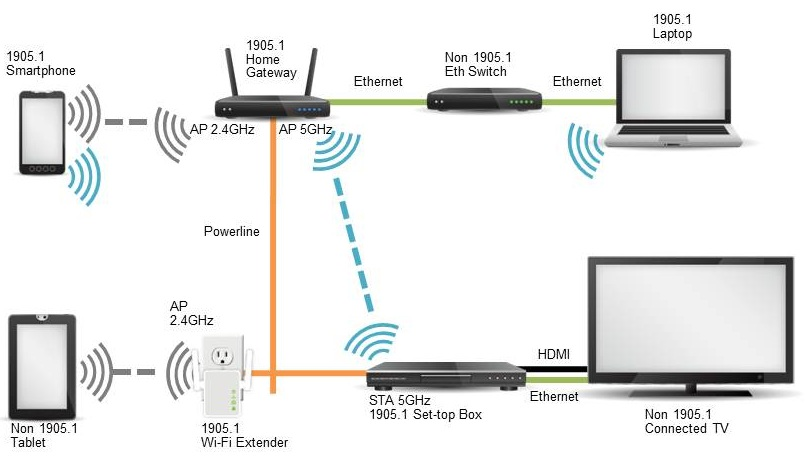
1905.1 red de casa (no muestra AC powerline o MoCA conectividad)

nVoy  certifica oficialmente los productos como compatibles con 1905.1 y está destinado a convertirse en la marca dominante y la identidad de todos los dispositivos 1905.1. No debe confundirse con el dispositivo Pogo del mismo nombre ni con varios dispositivos en red llamados Envoy, por ejemplo, de ASUS y otros. Los principales vendedores de chips (especialmente Qualcomm  y Broadcom  ) respaldaron el régimen de certificación. Las listas de características y beneficios a nivel del consumidor de IEEE 1905 también son responsabilidad de los certificadores nVoy .  .

## Beneficios
Los beneficios de la tecnología 1905.1 incluyen la instalación, configuración y operación simples de dispositivos de redes domésticas que utilizan tecnologías heterogéneas. Aprovechar los beneficios de rendimiento, cobertura y movilidad de múltiples interfaces (Ethernet, Wi-Fi, Powerline y MoCA) permite una mejor cobertura y rendimiento en cada habitación para dispositivos móviles y fijos.
La estandarización del uso de múltiples tecnologías de red para transmitir datos a un solo dispositivo de manera transparente permite poderosos casos de uso en redes domésticas:
- Aumento la capacidad por carga equilibrar corrientes diferentes sobre enlaces diferentes.
- Robustez de aumento de transmisiones por cambiar las corrientes de una enlazan a otro en caso de degradación de enlace.[5]
- Mejor integra electrodomésticos de consumidor con conectividad de red limitada (powerline único) y dispositivos de red de fin altos (típicamente la #ethernet única) a una red común accesible vía 802.11ac y .11n para control de electrodoméstico y medios de comunicación streaming propósitos
- Unifica certificación de dispositivo debajo un régimen para todo importante networking protocolos (nVoy - ver abajo)
- Generalmente reducir el número de los dispositivos diferentes requeridos y almacenamiento de permiso, procesando y funciones de interfaz del usuario para emigrar a propósito-periféricos concretos en un 2 a 5 gigabit networked "autobús" o backbone.

### Para proveedores de servicio y transportistas
Los proveedores de servicios buscan abordar el crecimiento en el tráfico de red como resultado de más dispositivos en más habitaciones y tendencias de tensión de latencia de gran ancho de banda, como IPTV, video a pedido, DVR de varias habitaciones y desplazamiento de medios de dispositivo a dispositivo. 1905.1 actualiza la red a una red troncal para mejorar las implementaciones existentes (por ejemplo, poner fin a los retrasos de transmisión desde dispositivos en el hogar) y habilitar nuevos productos y servicios para todo el hogar. Algunas características / beneficios de ejemplo incluyen:
- Autoinstalación: los procedimientos de configuración comunes para agregar dispositivos a una red simplifican la configuración de la red para los consumidores; Reduce los volúmenes de llamadas y los rollos de camiones.
- Diagnóstico avanzado: la red se monitorea a sí misma para mantener una operación confiable; simplifica la resolución de problemas
- Rendimiento agregado: los dispositivos individuales agregan el rendimiento de múltiples interfaces para garantizar un rendimiento y una cobertura suficientes para las aplicaciones de video.
- Fallback / Failover: optimiza la red híbrida al abrir rutas alternativas cuando un enlace está inactivo o congestionado, lo cual; aumenta la confiabilidad en la red de los clientes.
- Equilibrio de carga: limita la congestión de la red al permitir que una red híbrida distribuya de manera inteligente las transmisiones a través de diferentes rutas.
- Múltiples flujos simultáneos: la red utiliza múltiples medios simultáneamente permitiendo que múltiples flujos superen el rendimiento máximo de un solo medio. Cuando se admite la agregación de doble enlace (generalmente entre conexiones cableadas Ethernet de gigabit), la transmisión simultánea puede ser aún más rápida, por ejemplo, entre dispositivos de almacenamiento conectados a la red o enrutadores y pantallas de gran ancho de banda (como la televisión de ultra alta definición, lo que hace que estos dispositivos sean mucho menos problemático para apoyar en el hogar.

### Para consumidores y detallistas
La integración de productos con cable e inalámbricos permite a los consumidores autoinstalarse fácilmente equipos de red capaces de mejorar significativamente la capacidad y la cobertura en su red doméstica, lo que mejora la satisfacción del usuario final y reduce los retornos del producto. Algunos beneficios específicos de la red 1905.1 para el minorista y el usuario final incluyen:
- Capacidad para actualizar algunos componentes de una red doméstica con interoperabilidad asegurada con equipos heredados.
- Simplifica la configuración de la red y la autenticación de seguridad con procedimientos de contraseña consistentes y configuración de seguridad de botón.
- Aumenta el rendimiento y la cobertura de las redes domésticas, lo que aumenta la capacidad de las redes para aumentar el número total de dispositivos en el hogar.

## Visión general técnica

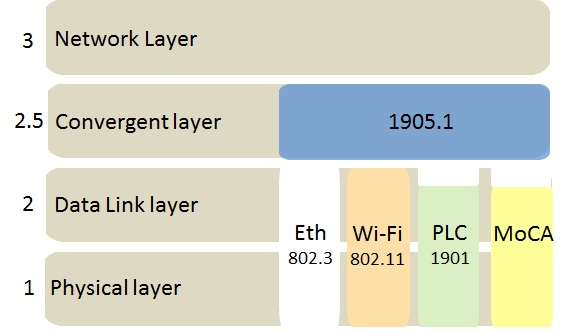
Modelo OSI con subcapa 1905.1

Los dispositivos 1905.1 ejecutan una capa de abstracción (AL) que oculta la diversidad de tecnologías de control de acceso a medios . Esta subcapa intercambia la Unidad de datos de mensajes de control (CMDU) con 1905.1 vecinos. Las CMDU se comunican directamente a través de la capa 2 de las diferentes tecnologías compatibles sin la necesidad de tener una pila de IP . El estándar no requiere ningún cambio en las especificaciones de las tecnologías subyacentes.
Esta capa de abstracción proporciona una dirección EUI-48 única para identificar un dispositivo 1905.1. Esta dirección única es útil para mantener una dirección persistente cuando hay varias interfaces disponibles y facilitar el cambio continuo de tráfico entre interfaces. El estándar no define la prevención de bucle y el protocolo de reenvío. Un dispositivo 1905.1 es compatible con los protocolos de puente IEEE 802.1 existentes.
La administración de un dispositivo 1905.1 se simplifica mediante el uso de una Entidad de administración de capa de abstracción (ALME) unificada y con el uso de un modelo de datos accesible con CWMP (Broadband Forum TR-069 )

## Arquitectura

1905.1 arquitectura

La arquitectura diseñada para la capa de abstracción se basa en dos puntos de acceso al servicio 1905.1 accesibles a las capas superiores: un 1905.1 MAC SAP y un 1905.1 ALME SAP.
ALME es una entidad de gestión única que admite diferentes entidades de gestión dependientes de los medios y una tabla de reenvío basada en el flujo. Se utiliza un protocolo 1905.1 entre ALME para distribuir diferentes tipos de información de gestión, tales como: topología y métricas de enlace.
1905.1 El marco de la Unidad de datos de mensajes de control consta de un encabezado de 8 octetos y una lista de longitud variable de elementos de datos TLV (tipo-longitud-valor) que se puede ampliar fácilmente para uso futuro. El formato de trama CMDU genérico tiene la siguiente estructura
| Versión de mensaje | Reservado | Tipo de mensaje | Mensaje ID | Fragmento ID | Último Indicador de Fragmento | Indicador de relé | Reservado | Lista de TLV      |
| ------------------ | --------- | --------------- | ---------- | ------------ | ----------------------------- | ----------------- | --------- | ----------------- |
| 1 octeto           | 1 octeto  | 2 octetos       | 2 octetos  | 1 octeto     | 1 bit                         | 1 bit             | 6 bits    | Longitud variable |

Las CMDU específicas del proveedor son compatibles con el tipo de mensaje 0x0004. Cada TLV tiene la siguiente estructura básica:
| Tipo     | Longitud  | Valor             |
| -------- | --------- | ----------------- |
| 1 octeto | 2 octetos | Longitud variable |

Vendor specific TLV are supported via TLV Type 11. The EtherType value assigned to 1905.1 CMDU is 0x893a.

## Características
La lista de 1905.1 características está listada abajo.

### Topología
1905.1 proporciona una herramienta para obtener una visión global de la topología de la red, independientemente de las tecnologías que se ejecutan en la red del hogar / oficina.
La capa de abstracción genera diferentes mensajes de topología para construir la topología de este protocolo:
- Descubrimiento (tipo de mensaje 0x0000) para detectar vecinos directos de 1905.1
- Notificación (Tipo de mensaje 0x0001) para informar a los dispositivos de red sobre un cambio de topología
- Consulta / Respuesta (Tipo de mensaje 0x0002 y 0x0003) para obtener la base de datos de topología de otro dispositivo 1905.1

La dirección de grupo utilizada para los mensajes de descubrimiento y notificación es 01: 80: c2: 00: 00: 13 .
Para detectar un puente no 1905.1 conectado entre dos dispositivos 1905.1, la capa de abstracción también genera un mensaje LLDP con la dirección de puente más cercana (01: 80: c2: 00: 00: 0e) que no se propaga por puentes 802.1D.
La información de topología recopilada por un dispositivo 1905.1 se almacena en un modelo de datos accesible de forma remota a través del protocolo TR-069.

### Métricas de enlace
El 1905.1 ALME proporciona un mecanismo para obtener una lista de métricas para enlaces que conectan dos dispositivos 1905.1:
- Errores de paquete
- Paquetes transmitidos
- Capacidad de rendimiento de MAC (expresada en Mbps)
- Disponibilidad del enlace (expresado en% de tiempo que el enlace está inactivo)
- Tasa de PHY

Un dispositivo 1905.1 también puede solicitar Link Metrics de otro dispositivo 1905.1 generando un mensaje de consulta de Link Metric (tipo de mensaje 0x0005). El dispositivo solicitado responderá con un mensaje de respuesta métrica de enlace (tipo de mensaje 0x0006).

### Reglas de reenvío
El 1905 ALME proporciona una lista de primitivas para administrar las reglas de reenvío por flujo (Obtener, Establecer, Modificar y Eliminar). Esta característica puede usarse para distribuir dinámicamente los diferentes flujos a través de las diferentes tecnologías. Para clasificar los flujos, se puede utilizar un conjunto o subconjunto de los siguientes elementos:
- Dirección de destino MAC
- Dirección de origen MAC
- Ethertype
- ID de Vlan
- Punto de código de prioridad

Al establecer una regla de reenvío para un destino de unidifusión, solo se puede especificar una interfaz de salida.

### Configuración de seguridad
El objetivo de la configuración de seguridad 1905.1 es permitir que un nuevo dispositivo 1905.1 se una a la red con un procedimiento de seguridad unificado, incluso si el dispositivo tiene múltiples interfaces que ejecutan diferentes métodos de cifrado. Se definen tres procedimientos unificados de configuración de seguridad:
- 1905.1 Pulsador
- 1905.1 Frase de contraseña / clave configurada por el usuario (opcional)
- 1905.1 Clave de red de comunicación de campo cercano (opcional)

El método Push Button requiere que el usuario presione un botón en un dispositivo 1905.1 nuevo (es decir, no dentro de la red) y un botón en cualquier dispositivo 1905.1 que ya esté en la red. No es necesario que el usuario sepa qué tecnología utiliza el nuevo dispositivo para unirse a la red, y qué dispositivo procesará el emparejamiento y la admisión de este nuevo dispositivo en la red. Se utilizan dos mensajes 1905.1 para el método del botón:
- Notificación de evento de botón pulsador (tipo de mensaje 0x000B)
- Notificación de unión por botón (tipo de mensaje 0x000C)

Estos mensajes se envían a todos los dispositivos 1905.1 en la red.
Si se utiliza la frase / clave configurada por el usuario, el usuario debe escribir / recordar solo una secuencia de caracteres ASCII de EE. UU. (Entre 8 y 63) y ALME obtendrá diferentes contraseñas de seguridad para las diferentes tecnologías a través de la función SHA-256 .
Si se utiliza la clave de red NFC, el usuario debe tocar el nuevo dispositivo 1905.1 con un teléfono inteligente equipado con NFC que ya sea miembro de la red 1905.1.

### Configuración automática de AP
Esta función se utiliza para intercambiar mensajes de configuración simple de Wi-Fi a través de un enlace autenticado 1905.1. Usando este protocolo, un Afiliado de AP 1905.1 puede recuperar parámetros de configuración (como SSID) de un Registrador de AP 1905.1. Por lo tanto, la configuración automática de AP se utiliza para simplificar la configuración de una red doméstica que consta de múltiples AP, eliminando la necesidad de que el usuario configure manualmente cada AP (solo se requiere una única configuración, del registrador de AP).
Se usa una trama CMDU 1905.1 específica (tipo de mensaje 0x0009) para transportar mensajes WPS . Si un afiliado AP es de doble banda (2.4   GHz y 5Ghz), el procedimiento de configuración automática se puede ejecutar dos veces.

## Implementación
Los productos Qualcomm Atheros que implementan 1905.1 se denominan Hy-Fi Archivado el 3 de diciembre de 2001 en Wayback Machine. (por Hybrid Fidelity).
En enero de 2012, HomePlug Powerline Alliance anunció soporte para la certificación IEEE 1905.1.
El programa de certificación del consumidor llamado nVoy se anunció en junio de 2013 y los primeros chips certificados que "respaldan la nueva certificación nVoy HomePlug para el cumplimiento de IEEE 1905.1" se anunciaron en ese momento  . Los productos a nivel de consumidor se esperaban para fines de 2013. pero se retrasaron hasta las exhibiciones de consumo de 2014: a diciembre de 2013 no había productos de consumo con certificación nVoy; los sitios de revisión centrados en redes pequeñas no tenían productos para revisar. 

### Chipsets
Broadcom BCM60500 y BCM60333 SoC  afirman (por parte del vendedor) que cumplen con nVoy / 1905. Los controladores de línea compatibles estaban disponibles, por ejemplo, de Microsemi  . Qualcomm Atheros  ofrece una variedad de diseños de referencia de Hy-Fi basados en varias combinaciones de Qualcomm VIVE ™ 11ac y Qualcomm XSPAN ™ 11n LAN inalámbrica, Qualcomm AMP ™ powerline y tecnologías Ethernet. MStar Semiconductor indicó  su apoyo a nVoy / 1905 en sus soluciones de comunicación de línea de alimentación AV Homeplug.